# Arinolus latus
Arinolus latus är en mångfotingart som beskrevs av Loomis 1953. Arinolus latus ingår i släktet Arinolus och familjen Atopetholidae. Inga underarter finns listade i Catalogue of Life.